# M/S Finnclipper

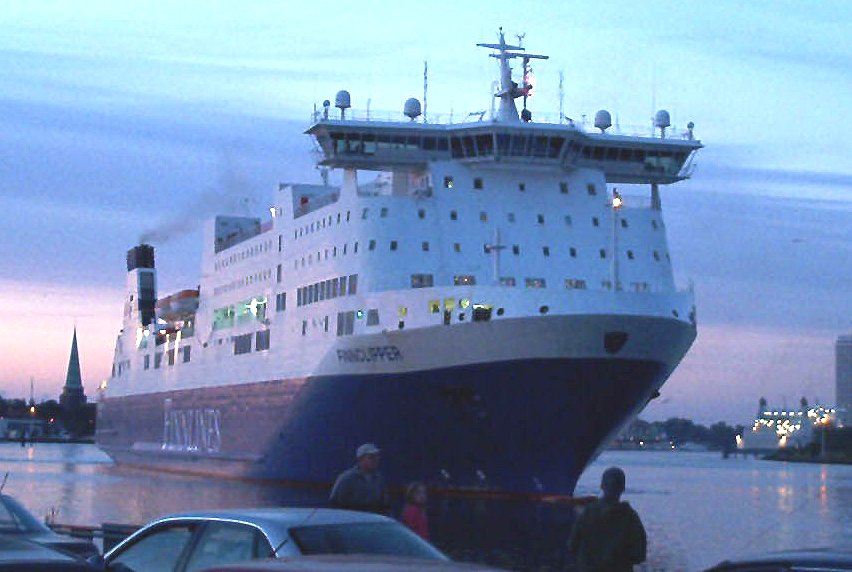
M/S Finnclipper i Travemünde.

M/S Finnclipper är ett fartyg som ägs av Finnlines och 2006-2012 trafikerade sträckan Kapellskär-Nådendal. Sedan februari 2012 trafikerar man linjen Malmö-Travemünde samt en rundresa per månad på Travemünde-Ventspils-Sankt Petersburg. Det har tidigare tillhört Nordö Link, Finnlink och Stena RoRo.

## Tekniska data
- Byggd: 1997-1998
- Passagerare: 450
- Hyttplatser: 452

## Systerfartyg
- M/S Finnfellow
- M/S Stena Germanica
- M/S Vizzavona